# Sopotnik (Pologne)
Pour l’article homonyme, voir Sopotnik.
Sopotnik est une localité polonaise de la gmina de Fredropol, située dans le powiat de Przemyśl en voïvodie des Basses-Carpates.